# Caroline Cousin
Caroline Cousin (* 14. September 2000 in Berlin) ist eine deutsche Film- und Theaterschauspielerin.

## Leben und Karriere
Von 2018 bis 2023 absolvierte Cousin ein Schauspielstudium an der Hochschule für Musik und Theater in Leipzig.
Seit der Spielzeit 2021/22 ist Cousin am Düsseldorfer Schauspielhaus tätig, wo sie unter anderem in Inszenierungen von Macbeth (Regie: Evgeny Titov) und Thomas Manns Der Zauberberg in der Regie von Wolfgang Michalek zu sehen war.
2022 war sie in der Miniserie ZERV – Zeit der Abrechnung zu sehen, es folgten Episodenhauptrollen in den Tatort-Episoden Borowski und die große Wut, Das geheime Leben unserer Kinder und Zerrissen.

## Filmografie
- 2021: In aller Freundschaft – Die jungen Ärzte: Adventskind (TV-Serienspecial)
- 2022: ZERV – Zeit der Abrechnung (Miniserie)
- 2022: Tatort: Borowski und die große Wut
- 2023: Tatort: Das geheime Leben unserer Kinder
- 2024: Tatort: Zerrissen
- 2024: SOKO Köln: Die Frau auf dem roten Fahrrad (Fernsehserie)